# Lyroppia scutigera
Lyroppia scutigera är en kvalsterart som beskrevs av Balogh 1961. Lyroppia scutigera ingår i släktet Lyroppia och familjen Lyroppiidae. Inga underarter finns listade i Catalogue of Life.